# 茅ヶ崎市立赤羽根中学校
茅ヶ崎市立赤羽根中学校（ちがさきしりつ あかばねちゅうがっこう）は、神奈川県茅ヶ崎市にある公立中学校。通称は「赤中」（あかちゅう）。

## 概要
本校は1985年4月1日に茅ヶ崎市内で12番目に設置された公立中学校であり、校地面積は18,696㎡と茅ヶ崎市内で5番目に大きく、校舎面積は市内で4番目に大きい。標高は32.9メートルで茅ヶ崎市の津波一時退避場所、広域避難場所及び災害対策地区防災拠点（避難所）に指定されている。
また、茅ヶ崎市内の公立中学校で唯一放送部を有する中学校である。

## 沿革
1985年4月1日茅ヶ崎市立松林中学校に併設する形で茅ヶ崎市室田920番地（現・茅ヶ崎市室田三丁目1番1号）に開校。同年12月1日に新校舎落成に伴い赤羽根3030番地に移転、この日を開校記念日とした。

### 年表

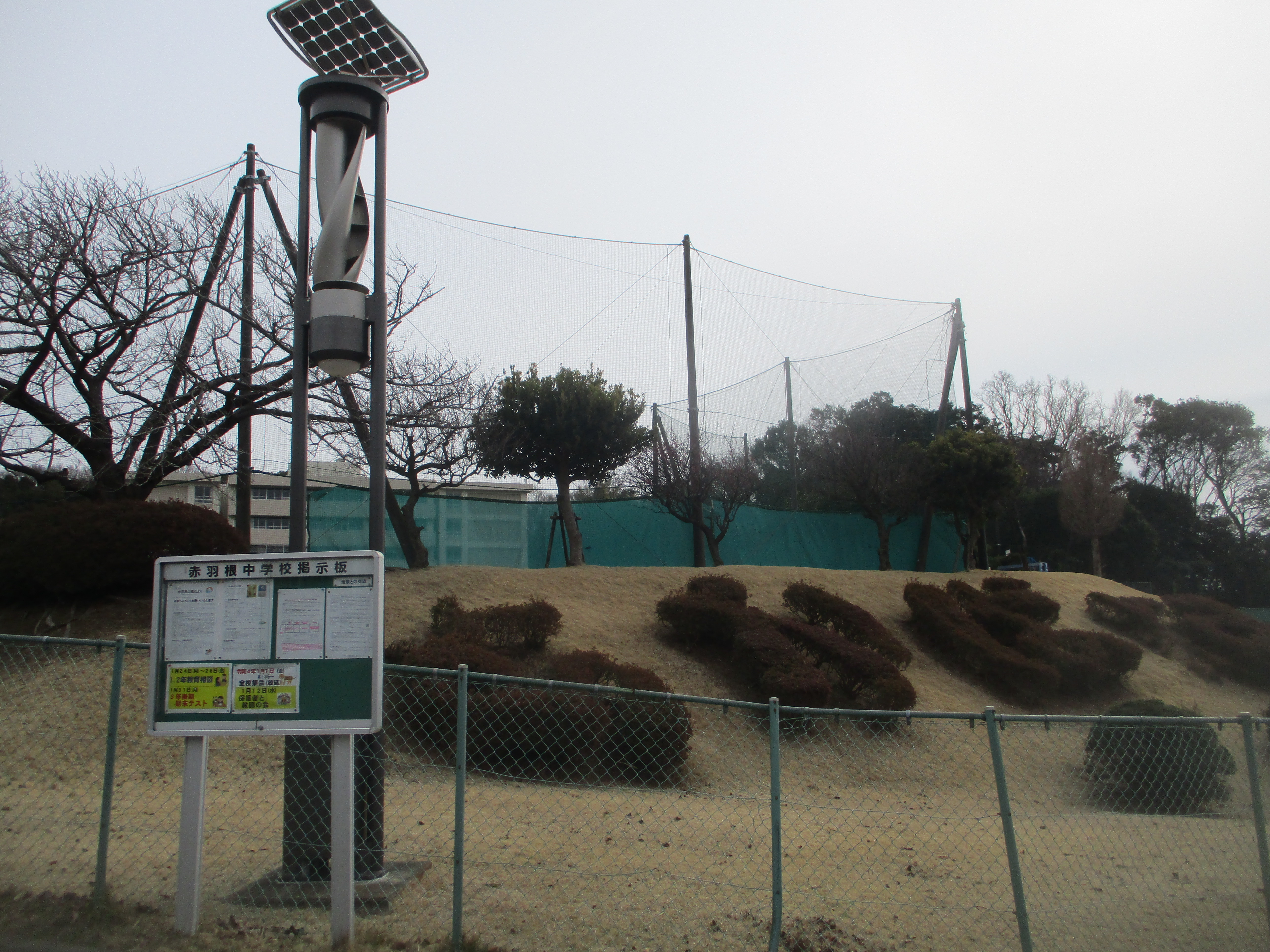
1988年(昭和63年)卒業記念制作 つつじ植樹「あかばね」

（年表の主要な出典は公式サイト）
| 年代             | 日付     | 概要                                                                                             |
| ---------------- | -------- | ------------------------------------------------------------------------------------------------ |
| 1985年(昭和60年) | 4月1日   | 茅ヶ崎市立松林中学校に併設する形で開校                                                           |
| 1985年(昭和60年) | 4月5日   | 第1回入学式挙行                                                                                  |
| 1985年(昭和60年) | 10月1日  | 基準服制定                                                                                       |
| 1985年(昭和60年) | 10月31日 | 校歌制定                                                                                         |
| 1985年(昭和60年) | 12月1日  | 新校舎の落成に伴い現校地に移転。この日を開校記念日とする                                         |
| 1986年(昭和61年) | 1月27日  | 開校式挙行                                                                                       |
| 1986年(昭和61年) | 6月11日  | 第1回校内合唱祭                                                                                  |
| 1986年(昭和61年) | 9月21日  | 第1回体育祭                                                                                      |
| 1987年(昭和62年) | 3月10日  | 卒業記念制作「校歌額」を体育館に設置                                                             |
| 1988年(昭和63年) | 3月11日  | 卒業記念制作 つつじ植樹「あかばね」                                                              |
| 1989年(平成元年) | 3月10日  | 卒業記念制作 つつじ植樹「はばたけ」                                                              |
| 1992年(平成4年)  | 10月28日 | 神奈川県教育委員会 推薦研究発表                                                                  |
| 1994年(平成6年)  | 11月5日  | 創立10周年記念式典を行う                                                                         |
| 1996年(平成8年)  | 12月1日  | グラウンド改修工事修了                                                                           |
| 2004年(平成16年) | 11月5日  | 創立20周年記念式典(茅ヶ崎市民文化会館大ホール)を行う。合唱祭を合わせて行う(カンマーコーア招聘)。 |
| 2005年(平成17年) | 10月31日 | 茅ヶ崎市教育委員会推薦研究発表 ～伝え合い、学び合う生徒の育成を目指して～                        |
| 2014年(平成26年) | 10月3日  | 創立30周年記念式典(市民文化会館大ホール)を行う。合唱祭・文化部発表会を併せて行う。               |

### 歴代学校長
（歴代学校長の主要な出典は公式サイト）
|          | 氏名        | 着任         | 離任          | 転任先                 |
| -------- | ----------- | ------------ | ------------- | ---------------------- |
| 初代     | 島田 裕司   | 1985年4月1日 | 1987年4月1日  | 茅ヶ崎市立第一中学校   |
| 第二代   | 村田 武夫   | 1987年4月1日 | 1989年4月1日  | 茅ヶ崎市立鶴が台中学校 |
| 第三代   | 大屋 秀夫   | 1989年4月1日 | 1992年4月1日  | 茅ヶ崎市立松林中学校   |
| 第四代   | 小川 靖男   | 1992年4月1日 | 1995年4月1日  | 茅ヶ崎市立梅田中学校   |
| 第五代   | 栗田 伊和雄 | 1995年4月1日 | 1997年4月1日  | 茅ヶ崎市立円蔵中学校   |
| 第六代   | 木下 鐡雄   | 1997年4月1日 | 1999年3月31日 | 退任                   |
| 第七代   | 田上 俶正   | 1999年4月1日 | 2005年3月31日 | 退任                   |
| 第八代   | 石井 晴美   | 2005年4月1日 | 2010年3月31日 | 退任                   |
| 第九代   | 紺谷 幸司   | 2010年4月1日 | 2012年4月1日  | 茅ヶ崎市立梅田中学校   |
| 第十代   | 野木 直樹   | 2012年4月1日 | 2015年4月1日  | 茅ヶ崎市立小出小学校   |
| 第十一代 | 飯田 芳之   | 2015年4月1日 | 2020年3月31日 | 退任                   |
| 第十二代 | 柴田 佳世子 | 2020年4月1日 | 2022年3月31日 | 茅ヶ崎市立梅田中学校   |
| 第十三代 | 高橋 励     | 2022年4月1日 | 現任          | 現任                   |

## 教育目標
知・徳・体の調和のとれた人間になろう。
- 確かな学力を身につけ、主体的に学び続ける意欲をもった人間になる。（知育）
- 豊かな人間性と自律性をもち、他人を思いやる心をもった人間になる。（徳育）
- 健康への正しい知識とよい習慣を養い、心身ともに健康な人間になる。（体育）

この教育目標を目指して、2021年度(令和3年度)は「主体的な学びと活動がつながる学校」を重点目標としており、更に具体的な努力点として「学びやすい学校」「安心して生活できる学校」「信頼される学校」の3つを上げている。

## 学校行事
（学校行事の主要な出典は公式サイト）
| - 4月 : 始業式・着任式・入学式 - 5月 : 体育祭 - 6月 : 衣替え、小中引き取り訓練・前期中間テスト・生徒総会・3年生個別面談 - 7月 : 部活動激励会・地区総合体育大会 - 8月 : 全校登校日 - 9月 : 前期期末テスト・生徒会立会演説会及び選挙・3年生修学旅行 | - 10月 : 衣替え・個別面談・前期終業式・後期始業式・合唱祭 - 11月 : 3年生後期中間テスト・1年生福祉体験・2年生職場体験学習・生徒総会・2年生キャンプ・1年生校外学習 - 12月 : 3年生個別面談・1、2年生後期中間テスト - 1月 : 新入生保護者説明会・3年生後期期末テスト - 2月 : 1、2年生後期期末テスト・ふれあい講座、中学生と大人の集い - 3月 : 卒業式・修了式・離任式 |

## 部活動
（部活動の主要な出典は公式サイト）
| - 野球 - サッカー - 男子ソフトテニス - 女子ソフトテニス - 男子バスケットボール - 女子バスケットボール - 剣道 | - 放送 - 茅ヶ崎市内で唯一の放送部である。 - 吹奏楽 - 科学 - 美術 |

## 通学区域
(通学区域の出典は茅ヶ崎市公式サイト)
| 町名   | 丁目 | 番地 |
| ------ | --- | --- |
| 小和田 | 二丁目 | 3番の一部・7番～17番 |
| 小和田 | 三丁目 | 全域 |
| 菱沼   | 一丁目 | 20番・22番・23番・21番の一部                                                                                                  |
| 菱沼   | 二丁目 | 12番～15番・17番～19番・16番の一部                                                                                            |
| 菱沼   | 三丁目 | 全域 |
| 町名   | 番地 | 番地 |
| 赤羽根 | 1769番地～1827番地・2118番地～2241番地 2246番地・2275番地・2286番地 2310番地～3000番地・3022番地～3157番地 3639番地～4305番地 | 1769番地～1827番地・2118番地～2241番地 2246番地・2275番地・2286番地 2310番地～3000番地・3022番地～3157番地 3639番地～4305番地 |
| 赤松町 | 全域 | 全域 |
| 代官町 | 全域 | 全域 |
| 本宿町 | 全域 | 全域 |

### 進学前小学校
- 茅ヶ崎市立小和田小学校

## 学区内の主な施設
- 茅ヶ崎市立小和田小学校
- 茅ヶ崎小和田三郵便局

## 交通
- JR東海道線辻堂駅から神奈川中央交通 辻07赤羽根行[22] 六図バス停下車徒歩10分[2]
- JR東海道線辻堂駅より徒歩30分[2]

## 著名な卒業生
- 白坂楓馬（サッカー選手/鹿児島ユナイテッドFC）[23]
- 根本凌（サッカー選手/湘南ベルマーレ）[24][25]

## 不祥事
- 2012年3月21日、赤羽根中学校3年生後期の通知票に未記入や誤記入があったと発表した。高校などに送った調査書には誤りはなく、進学への影響はなかった。原因としては原簿と通知票を照らし合わせる確認作業が不十分であった。また、校長と担任が確認し、押印したが、その際にも気付かなかった。服部信明市長(当時)は同日、会見を行い、「未記入という状態すら確認ができず、組織として大きな課題がある。深く反省し、おわびしたい」と謝罪した[26]。
- 2018年2年生前期の通知票について国語の「言語についての知識・理解・技能」の観点に誤りがあったことが判明。教科担当教諭が独自に使用していた表計算ソフトの数式の誤りが原因であり、茅ヶ崎市はこれに対し、校務支援ソフトを全中学校共通で導入するなどの対応を行った[27]。